# Tipula euterpe
Tipula euterpe är en tvåvingeart som beskrevs av Günther Theischinger 1979. Tipula euterpe ingår i släktet Tipula och familjen storharkrankar. Inga underarter finns listade i Catalogue of Life.